# マーカス・ベレスフォード (初代ティロン伯爵)

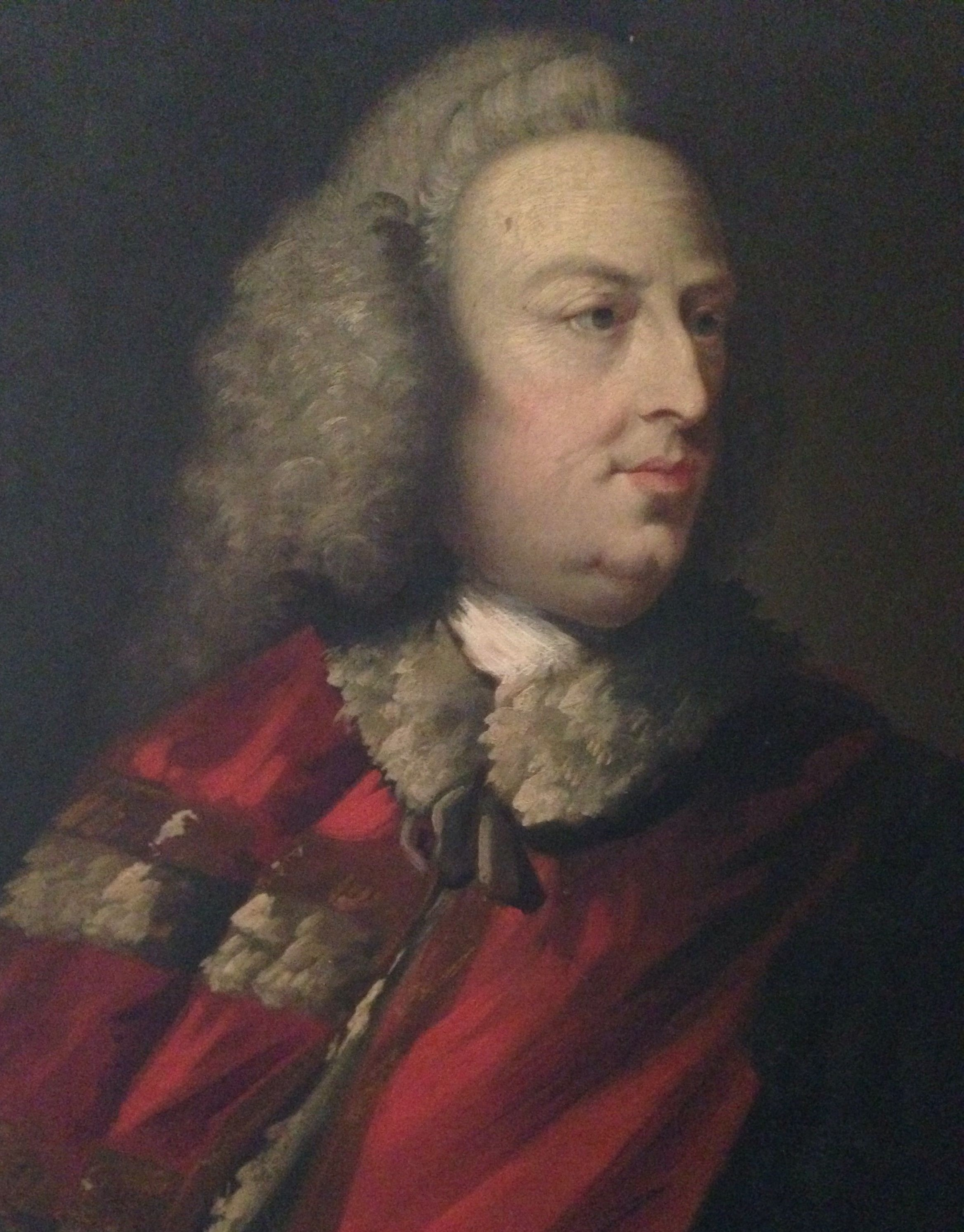
ジョン・アストリーによる肖像画。

初代ティロン伯爵マーカス・ベレスフォード（英語: Marcus Beresford, 1st Earl of Tyrone、1694年7月16日 – 1763年4月4日）は、アイルランド王国の政治家、貴族。1715年から1720年までアイルランド庶民院議員を務めた。

## 生涯
第3代準男爵サー・トリストラム・ベレスフォードとニコラ・ソフィア・ハミルトン（Nichola Sophia Hamilton、初代グレノーリー子爵ヒュー・ハミルトンの娘）の息子として、1694年7月16日に生まれ、27日に洗礼を受けた。1701年6月16日に父が死去すると、準男爵位を継承した。
1715年から1720年までコルレイン選挙区の代表としてアイルランド庶民院議員を務めた後、1720年11月4日にアイルランド貴族であるティロン子爵とキャバン県におけるベレスフォードのベレスフォード男爵に叙され、1721年9月25日にアイルランド貴族院議員に就任した。1746年7月18日に同じくアイルランド貴族であるティロン伯爵に叙され、1747年10月8日にティロン伯爵としてアイルランド貴族院議員に就任した。
1736年から1738年までフリーメイソンの一員としてアイルランド・グランドロッジのグランドマスターを務めた。
1763年4月4日にダブリンのティロン・ハウスで死去、息子ジョージが爵位を継承した。

## 家族
1717年7月16日、キャサリン・パワー（Catherine Power、1701年11月29日 – 1769年7月27日、第3代ティロン伯爵ジェームズ・パワーの娘）と結婚、6男6女をもうけた。
- ジェームズ - 早世
- マーカス（1727年2月22日洗礼） - 早世
- マーカス（1733年12月23日 – ?） - 早世
- ジョージ（1735年 – 1800年） - 第2代ティロン伯爵、初代ウォーターフォード侯爵
- ジョン（英語版）（1738年 – 1805年） - 庶民院議員、子供あり
- ウィリアム（1743年 – 1819年） - 聖職者。初代デシース男爵
- アン（1770年5月12日没） - 1738年8月16日、初代グレローリー子爵ウィリアム・アンズリーと結婚、子供あり
- ジェーン（1792年没） - 1743年8月10ん地位、エドワード・カリー（Edward Cary）と結婚
- キャサリン（1763年3月28日没） - 1748年12月8日、トマス・クリスマス（Thomas Christmas、1749年3月28日没）と結婚。1754年3月29日、セオフィラス・ジョーンズ（英語版）と再婚、子供あり
- アラミンタ（Araminta、1818年没） - 1755年、ジョージ・ポール・マンク（George Paul Monck）と結婚
- フランシス・マリア（1815年没） - 1762年4月12日、ヘンリー・フラッドと結婚
- エリザ（Eliza） - 1751年、トマス・コブ（Thomas Cobbe、チャールズ・コブの息子）と結婚、子供あり

ティロン伯爵の死後、キャサリンは1767年にアイルランド貴族院からラ・プア男爵位の継承を認められた。